# Nightmares Made Flesh
Nightmares Made Flesh drugi je studijski album švedskog death metal sastava Bloodbath. Diskografska kuća Century Media Records objavila ga je 27. rujna 2004. Jedini je album sastava s pjevačem Peterom Tägtgrenom i prvi na kojem se pojavio bubnjar sastava Opeth, Martin Axenrot. Posljednji je Bloodbathov album s Danom Swanöm.
Pjesma "The Ascension" pojavio se u jednom nastavku serije Viva La Bam.

## Popis pjesama
| 1.    | »Cancer of the Soul«       | Nyström, Renkse | Nyström | 3:33 |
| 2.    | »Brave New Hell«           | Swanö           | Swanö   | 4:03 |
| 3.    | »Soul Evisceration«        | Renkse          | Renkse  | 3:38 |
| 4.    | »Outnumbering the Day«     | Nyström         | Nyström | 3:15 |
| 5.    | »Feeding the Undead«       | Renkse          | Renkse  | 4:04 |
| 6.    | »Eaten«                    | Swanö           | Swanö   | 4:19 |
| 7.    | »Bastard Son of God«       | Renkse          | Renkse  | 2:51 |
| 8.    | »Year of the Cadaver Race« | Nyström         | Nyström | 4:33 |
| 9.    | »The Ascension«            | Swanö           | Swanö   | 3:52 |
| 10.   | »Draped in Disease«        | Nyström         | Nyström | 3:59 |
| 11.   | »Stillborn Saviour«        | Swanö           | Swanö   | 3:39 |
| 12.   | »Blood Vortex«             | Renkse          | Renkse  | 3:31 |
| 45:17 |                            |                 |         |      |

## Zasluge
Bloodbath
- Martin Axenrot – bubnjevi
- Peter Tägtgren – vokal
- Anders Nyström – gitara, bas-gitara, prateći vokal
- Dan Swanö – gitara, bas-gitara, prateći vokal
- Jonas Renkse – bas-gitara, gitara, prateći vokal

Dodatni glazbenici
- Simon Solomon – solo-gitara

Ostalo osoblje
- Jens Bogren – produkcija, inženjer zvuka
- Agni Kaster – umjetnički smjer, dizajn
- Andreas Hylthen – fotografije
- Henrik Jonsson – mastering
- Wes Benscoter – grafički dizajn